# Église Sant'Alfonso all'Arenaccia

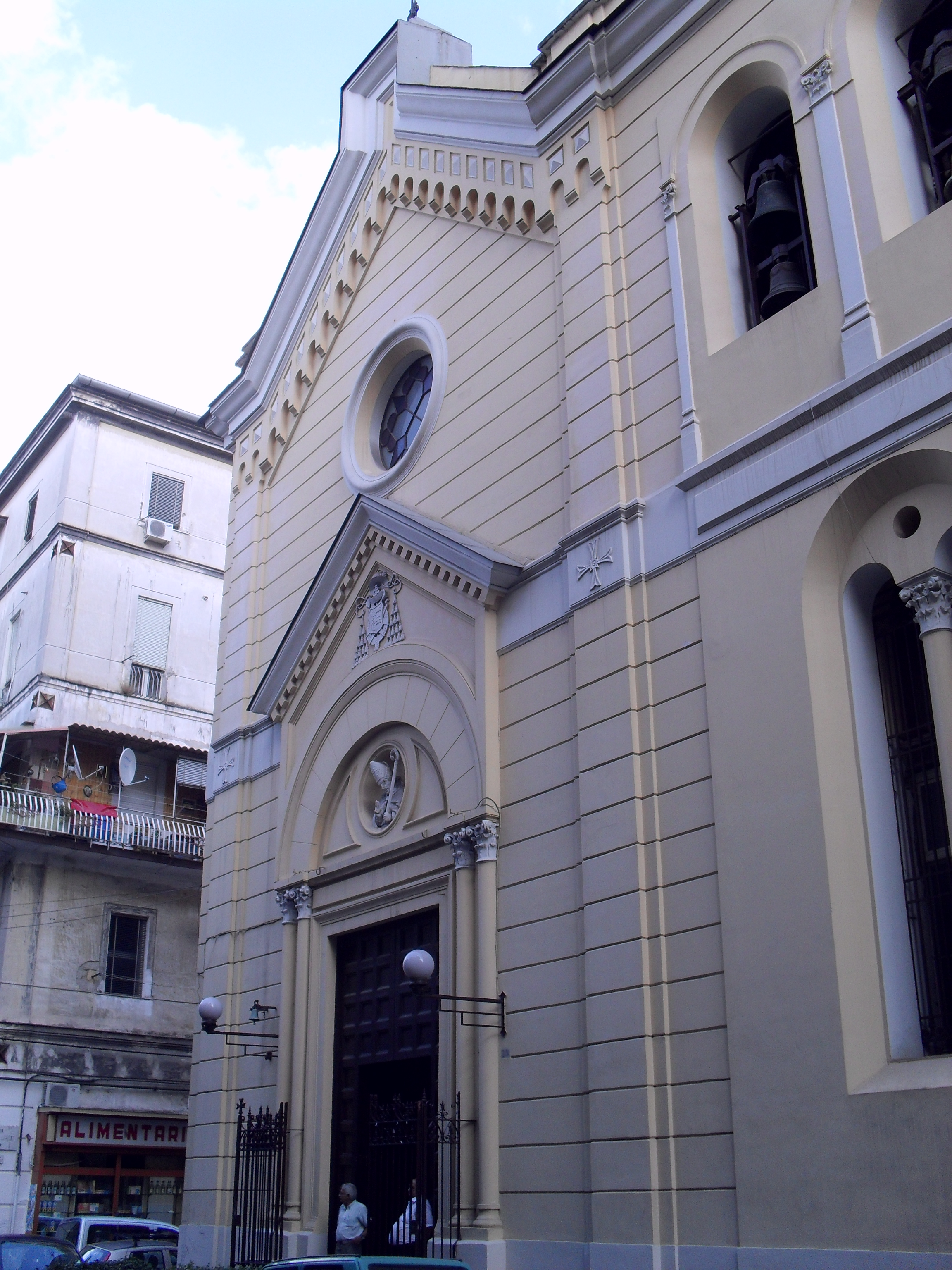
Façade de l'église.

L'église Sant'Alfonso all'Arenaccia est une église de Naples consacrée à saint Alphonse de Liguori. Elle se trouve au croisement de la via Sant'Alfonso de' Liguori et de la via Pietro Giannone, non loin de l'hospice royal des Pauvres. Elle dépend de l'archidiocèse de Naples.

## Histoire et description

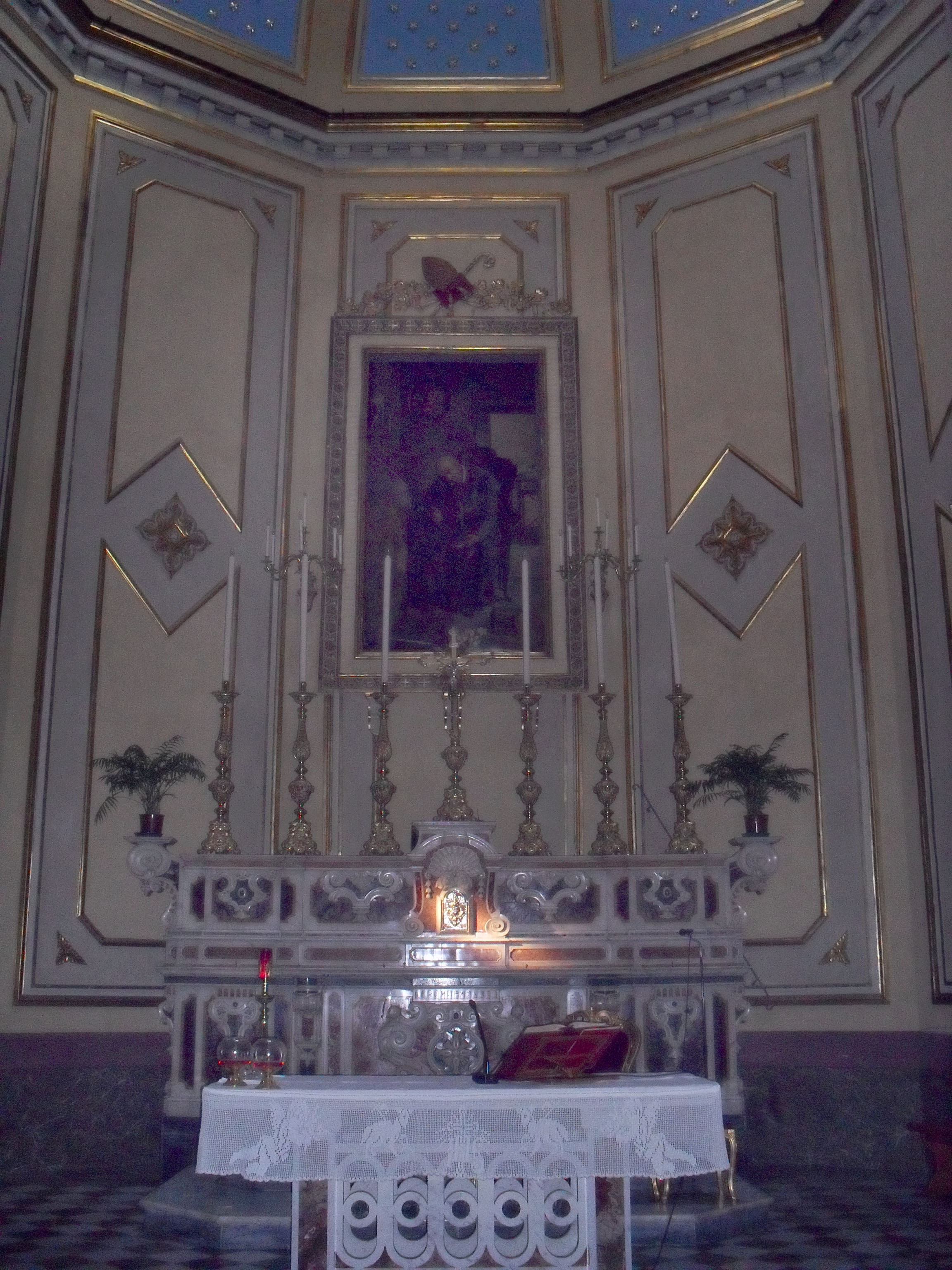
Vue du maître-autel.

L'église est consacrée en 1895 par le cardinal Sanfelice. On remarque son blason au-dessus du portail et sur l'arc triomphal. La façade fort simple présente des réminiscences dans le style roman et gothique. Le portail est surmonté d'un petit protiro et d'une rosace en dessous d'une bande lombarde.
L'intérieur s'inscrit dans un plan rectangulaire. Le plafond est à caissons dorés. Le maître-autel date du XVIIIe siècle ainsi qu'un certain nombre de tableaux intéressants. L'autel de droite possède un triptyque du milieu du XVIe siècle.

## Source de la traduction
- (it) Cet article est partiellement ou en totalité issu de l’article de Wikipédia en italien intitulé « Chiesa di Sant'Alfonso all'Arenaccia » (voir la liste des auteurs).